# Universidad de Garyunis
La Universidad de Garyunis (árabe: جامعة قاريونس), conocida antes como la Universidad de Bengasi, es una universidad pública que se encuentra en la ciudad de Bengasi, Libia.

## Historia

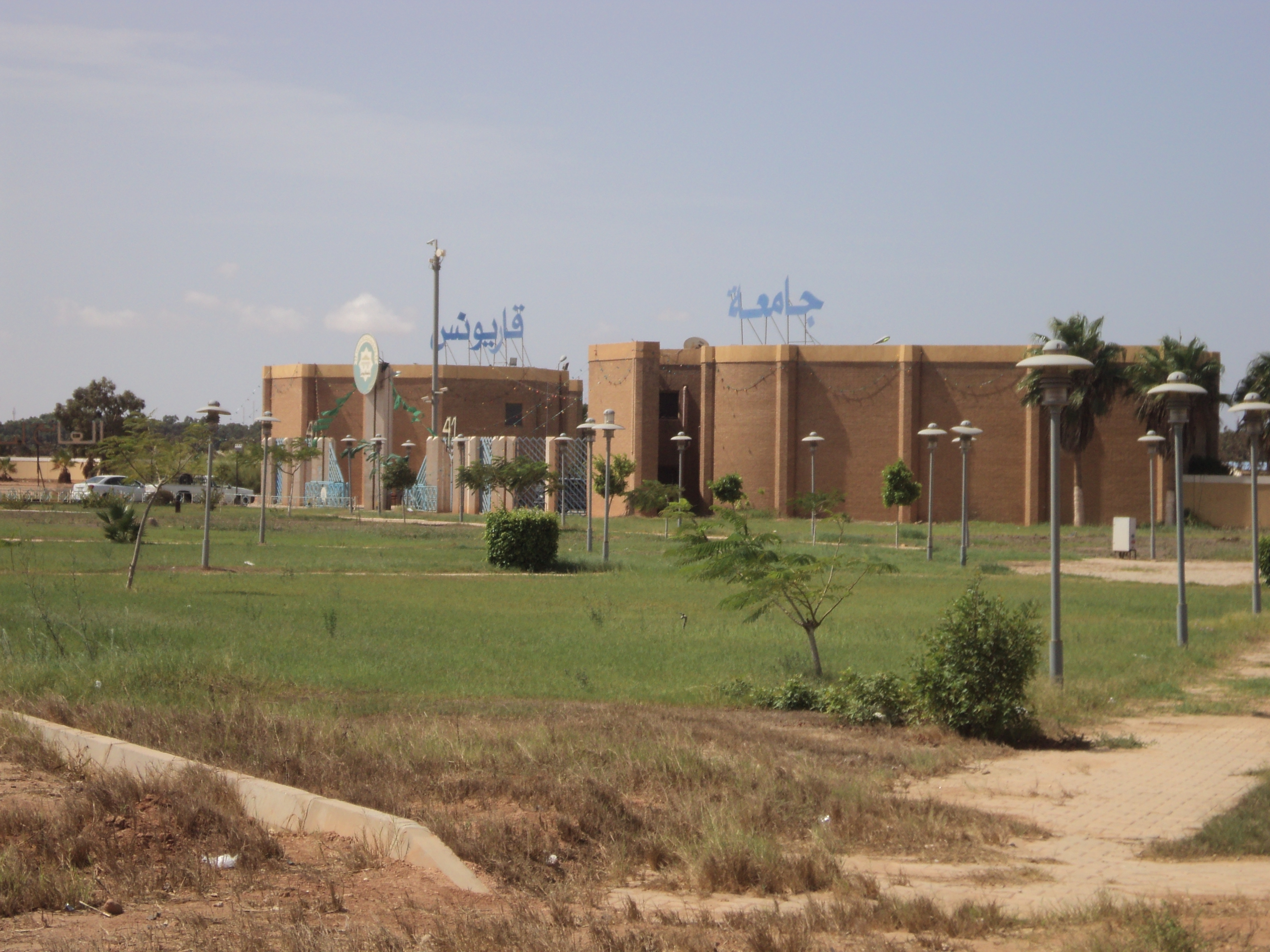
Universidad de Garyunis

La universidad se fundó el 15 de diciembre de 1955 en Bengasi, la segunda ciudad más grande de Libia, bajo el nombre de "Universidad de Libia", con una matriculación inicial de 31 estudiantes inscritos en las facultades de arte y educación.
Desde entonces, la universidad creció estableciendo facultades en Trípoli (ciencias en 1957, agricultura en 1966, petróleo y minerales en 1972) y en Bengasi (economía en 1957, leyes en 1962, medicina en 1970). En 1967 el Colegio de Estudios Técnicos Superiores y el Colegio Superior de Profesores fueron incorporados a la universidad. Los nombres de estos dos colegios después habrían de cambiar a los de Facultad de Ingeniería y Facultad de Educación. 
La Universidad de Libia habría de ser separada en dos instituciones distintas, la "Universidad de Al Fateh" en Trípoli, y la "Universidad de Garyunis" en Bengasi. De esta forma la Universidad de Garyunis habría de crear nuevas facultades: ciencias, ingeniería y odontología en 1974, y agricultura en 1976.
- Datos: Q3134657